# Весілля Фігаро
«Весі́лля Фі́гаро» (італ. Le nozze di Figaro) — комічна опера Вольфганга Амадея Моцарта на лібрето Лоренцо да Понте за п'єсою «Божевільний день, або Одруження Фігаро» П'єра Бомарше. Перша постановка відбулася у Відні 1 травня 1786 року під орудою автора.

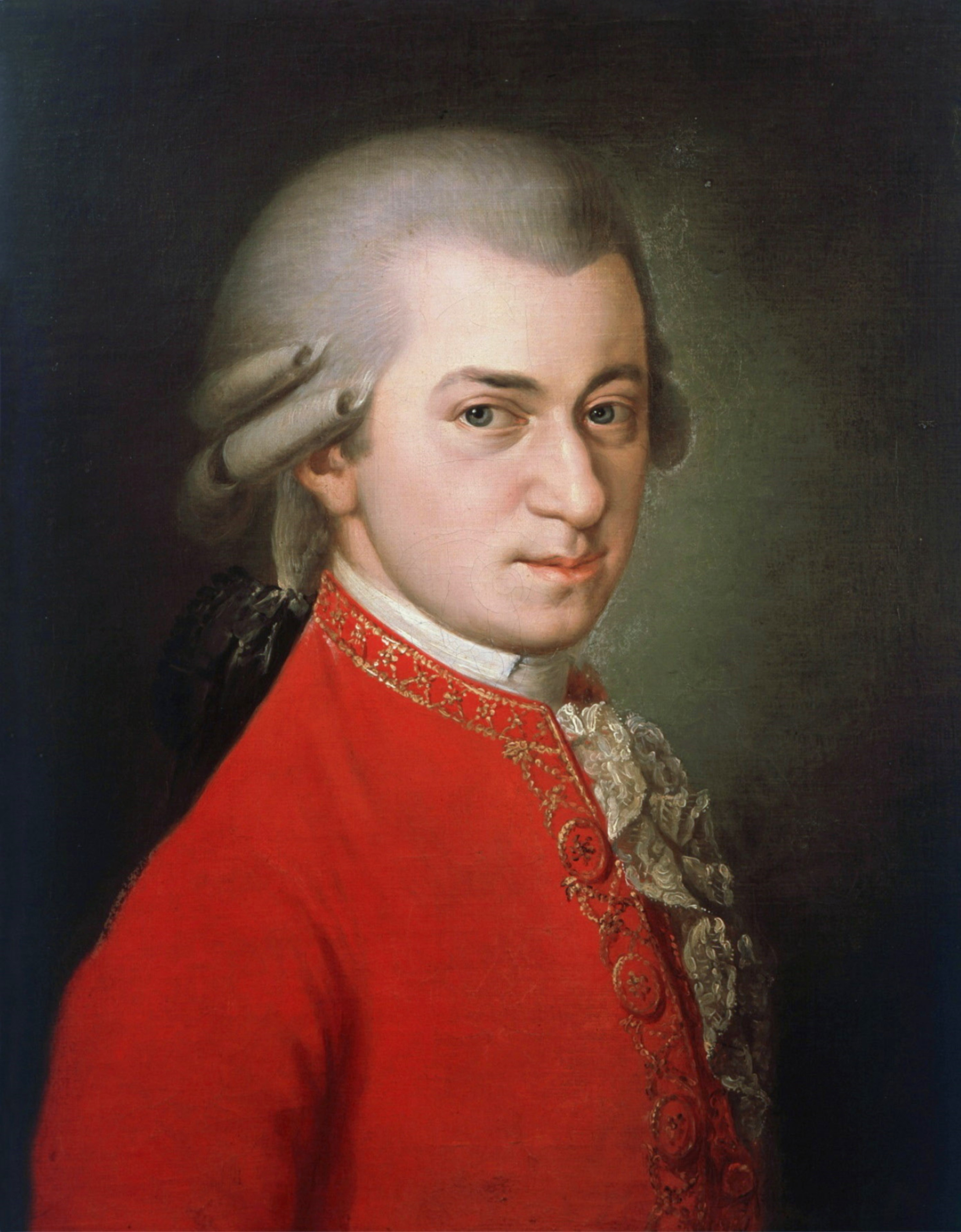
Вольфганг Амадей Моцарт
Портрет написаний Барбарою Крафт (Barbara Krafft) у 1819 році

## Написання і постановки
До творення музики Моцарт приступив у грудні 1785 року в своїм помешканні на вулиці Домґасе у Відні і закінчив її через п'ять місяців. На цей час за попередньою п'єсою Бомарше — «Севільський цирульник» вже існувала опера досить популярного на той час композитора Джованні Паїзієлло, що, імовірно, надихнуло Моцарта взятися за другу п'єсу Бомарше, вперше поставлену в 1784 році у Парижі. В Австрійській імперії п'єса була заборонена для показу імператором Йосипом ІІ, який вважав її неполіткоректною, хоча й не заперечував проти вистави опери Моцарта за умови, що всі політичні акценти будуть усунені.
Прем'єра відбулася у Відні 1 травня 1786 і пройшла з незначним успіхом. Справжнього визнання опера набула лише після постановки у Празі в грудні того ж року. У Російській імперії опера завоювала популярність завдяки Петрові Чайковському, який переклав її лібрето на російську мову для виконання силами студентів консерваторії 1875 року, максимально зберігши оригінальну мелодику й ритміку в аріях та ансамблях, проте дещо скоротивши речитативи в тих місцях, де на його думку зустрічалися «такі подробиці, які незручно було би вкладати у вуста неповнолітніх виконавців».

## Дійові особи
- Граф Альмавіва — баритон
- Фігаро, його камердинер — бас або баритон

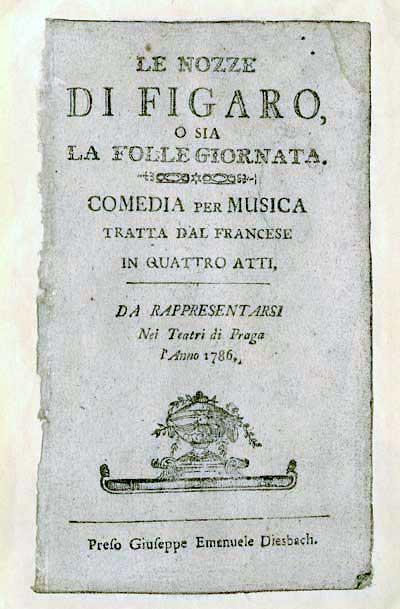
Лібрето 1786

- Розіна, графиня Альмавіва — сопрано
- Сюзанна, її покоївка і наречена Фігаро — сопрано
- Керубіно, паж графа — мецо-сопрано
- Лікар Бартоло — бас
- Марчелліна, ключниця доктора Бартоло — мецо-сопрано
- Дон Базиліо, вчитель співу — тенор
- Дон Курціо, суддя — тенор
- Антоніо, садівник графа, дядько Сюзанни  — бас
- Барбаріна, дочка Антоніо — сопрано або мецо-сопрано

## Сюжет

### Дія I
Покоївка графині Розіни — Сюзанна і камердинер графа — Фігаро готуються до весілля. «Щедрий» граф Альмавіва запропонував молодим кімнату, яка з'єднує його покої з покоями графині і Фігаро вимірює де поставити шлюбне ліжко («вісім, десять, двадцять...»). Фігаро задоволений, але Сюзанна рішуче відмовляється від «подарунка» (Дует Сюзанни і Фігаро «Вночі враз потреба у пані до тебе...»). Де ж твоя повсякчасна кмітливість, Фігаро? Базиліо, довірений графа, вже давно в маєтку графа робив їй недвозначні пропозиції, і вона підозрює, що Альмавіва напевно хоче скористатися правом першої ночі. Фігаро вражений, адже граф після свого одруження на Розіні оголосив про скасування цього звичаю. Як би там не було, Фігаро не дасть себе обдурити. Він добре служить графові, але за свою честь зуміє постояти. Він визнає слушність сказаного Розіною і вирішує провчити графа (Каватина Фігаро «Хочеться танцювати паночку, ...»).
Шлюбові Фігаро і Сюзанни намагається перешкодити графська ключниця Марцеліна і її старий коханий — доктор Бартоло. Бартоло досі не забув, як спритний цирульник Фігаро завадив йому одружитися з красунею Розіною, влаштувавши її одруження з графом Альмавівою. Зараз мстивий старий вирішив скористатися нагодою, щоб розправитися з Фігаро. Свого часу Фігаро позичив у Марцеліни гроші і письмово зобов'язався у разі несплати одружитися з нею. Бартоло обіцяє Марцеліні, що заради помсти знайде щонайменші правові підстави, аби принизити Фігаро (Арія Бартоло «La vendetta»).

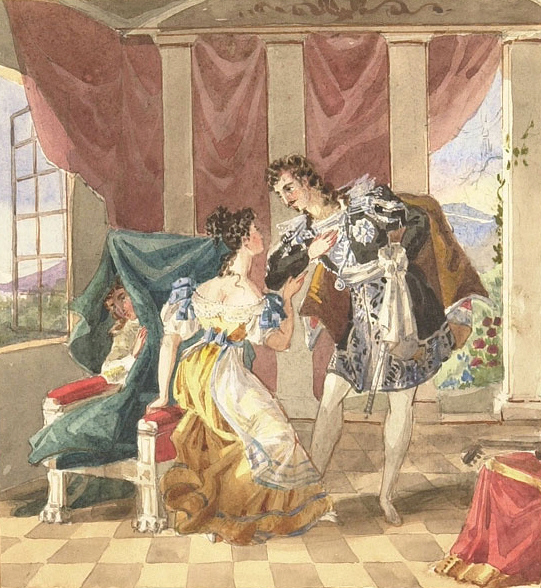
Дія 1: Керубіно ховається від графа за кріслом
Невідомий художник XIX ст.

Тим часом, Сюзанну відвідує паж, Керубіно. Він розповідає про свою любов до графині. Втім, юнак закоханий у всіх жінок замку і тому частенько потрапляє в неприємні ситуації (Арія Керубіно «Я не знаю де я, що я дію»). Зовсім недавно граф застав його наодинці з дочкою садівника, Барбариною, і, розгнівавшись, наказав вигнати молодика з замку. Тільки заступництво графині може пом'якшити гнів Альмавіви і Керубіно просить Сюзанну замовити за нього слівце перед графинею.
Але, як на гріх, з'являється граф. Зачувши його наближення, Керубіно з переляку ховається за стільцем під сукнею і мимоволі стає свідком того, як сам граф Альмавіва намагається здобути прихильність Сюзанни і просить побачення з нею. Однак і його світлості доводиться ховатися за кріслом, тому що входить учитель співу, Базиліо. Граф чує розповідь Базиліо про любов Керубіно до графині. Нестямний від обурення Альмавіва вискакує зі своєї схованки і зневажливо заперечує плітку, розповідаючи як він зловив Керубіно з Барбаріною під кухонним столом. Щоб показати як він підняв скатертину стола, він підіймає сукню зі стільця і знову знаходить Керубіно, що там ховався. Розгніваний граф вважає, що пажові вже досить бавитися і відправляє його на офіцерську службу до Севільї.
Входить Фігаро з місцевими жителями, дякуючи графові за те, що першою парою, що скористається від скасування несправедливого закону першої ночі, стануть саме він і Сюзанна. Довідавшись про долю Керубіно, він малює перед ним непросту картину суворого солдатського життя, з якого вся розкіш, а особливо жінки, буде повністю виключена (Арія Фігаро «Годі вже вітрогоном завзятим»).

### Дія II
Графиня оплакує невірність Альмавіви (Porgi, amor, qualche ristoro). Входить Сюзанна, вона оправдовується перед графинею, сказавши їй, що граф не намагався «спокусити» її, він тільки запропонував їй грошовий контракт в обмін на її прихильність. Входить Фігаро, він знає про інтриги графа і пояснює свій план. Сюзанна погодиться на побачення з графом, однак, замість Сюзанни в саду з'явиться переодягнений паж Керубіно. Фігаро хоче заманити графа на незаконне рандеву, де він може бути спійманий на місці злочину. Це повинно змусити графа погодитись на його шлюб з Сюзанною і поважати право першої ночі. Фігаро йде. Приходить Керубіно, готовий до співпраці. Сюзанна закликає його заспівати пісню, яку він написав для графині (Voi che sapete che cosa è amor). Після пісні, графиня, побачивши направлення Керубіно до війська, зауважує, що граф був у такому поспіху, що забув, запечатати його своїм перснем, щоб зробити направлення офіційним документом. Вони починають одягати Керубіно у жіночий одяг (Venite, inginocchiatevi) і Сузанна виходить, щоб принести стрічку. У цей час почулися кроки Альмавіви і Керубіно змушений був сховатися у кімнаті графині. Однак від уваги ревнивого графа не вислизнуло, що двері кімнати замкнені. Графиня, побоюючись реакції чоловіка на присутність пажа, не хоче відкривати двері у свою кімнату. Переляканий Керубіно намагається сховатися, однак шум від його рухів підсилює настороженість і підозрілість графа. Графиня каже йому що це тільки Сузанна приміряє свою весільну сукню. У цей момент, Сузанна знову входить непомітно, швидко розуміє, що відбувається, і ховається за диван (Susanna, or via, sortite). Розлючений граф вимагає від Розіни ключ і, не отримавши його, іде разом з графинею за інструментом, щоб зламати двері. Коли вони виходять, Керубіно і Сузанна виходять зі своїх сховищ, і Керубіно тікає, стрибнувши через вікно в сад, а Сузанна зачиняється у кімнаті графині (Aprite, presto, aprite).
Граф повертається і намагається потрапити до кімнати дружини, звідти виходить Сюзанна. З'являється садівник Антоніо, розлючений тим, що Керубіно, стрибаючи з вікна, пошкодив клумбу. Входить Фігаро, щоб врятувати Керубіно, він заявляє, що стрибав з вікна і пошкодив клумбу саме він. З'являються Марцеліна, Базіліо і Бартоло — троє відвідувачів прийшли вимагати у графа суду над Фігаро, який підписав договір про те, що він поверне Марцеліні в строк грошовий борг, в іншому ж випадку одружиться з нею. Весілля відкладається.

### Дія III

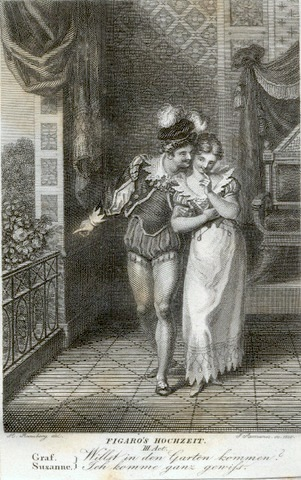
Дія III: Граф запрошує Сюзанну приєднатися до нього пізніше в саду.
Йоган Генріх Рамберг (1763—1840)

Дует Сюзанни і графа — Сюзанна погоджується на побачення. Тим часом суд вирішує справу на користь Марцеліни, що на руку графові. Натомість поступово з'ясовується, що Фігаро є сином Марцеліни, якого вкрали свого часу розбійники. Марцеліна радіє і не заперечує проти шлюбу Фігаро з Сюзанною.
Графиня не облишає думки провчити чоловіка, і вирішує прийти на побачення з графом в одязі Сюзанни. Сюзанна під диктовку графині пише записку до графа. Керубіно прибуває до замку у групі сільських дівчат, які запрошують Графа весело провести час. Його хапає Антоніо і граф хоче покарати Керубіно. Але дочка садівника, Барбаріна, нагадує йому про публічно дану обіцянку її. Граф, нарешті, дає дозвіл на шлюб Керубіно і Барбаріни.

### Дія IV
Фігаро не знає планів графині і Сюзанни. Спостерігаючи, як Сюзанна передає графові лист, він стає підозрілим. Він вирішує відслідкувати побачення Сюзанни і помститися їй.
Ніч в саду сповнена непорозумінь: граф не пізнає переодягнену графиню і, приймаючи її за Сюзанну, залицяється до неї. Фігаро спостерігає цю сцену, коли до нього підбігає Сюзанна, одягнена в сукню графині. Фігаро, вважаючи, що говорить з графинею, доповідає їй про залицяння чоловіка. Тут же по голосу він пізнає Сюзанну, але не видає цього, і, щоб її провчити, говорить їй про своє пристрасне кохання. Обурена Сюзанна, думаючи, що Фігаро звертається з любовними промовами до графині, дає йому кілька ляпасів, які він приймає з задоволенням.
З'являється граф, який шукає Сюзанну. Фігаро, щоб розіграти графа, ефектно виливає свою пристрасне кохання графині. Граф у жасі скликає людей, щоб при всіх викрити Фігаро й покарати його. Але з альтанки виходить справжня графиня, яка знімає маску. Всі вражені цією несподіванкою, а граф змушений просити у своєї дружини вибачення. Опера закінчується веселим ансамблем.

## Характеристика
Опера написана в традиціях італійської опери-буф. У цьому відношенні типовий сюжет, багатий комічними зіткненнями, непорозуміннями, невпізнаваннями, переодяганнями. Структура опери, що складається з двох дій, які завершуються великими фіналами також властива опері-буффа. Опера ділиться на закінчені номери (арії, дуети, ансамблі) поєднані речитативами secco, що виконуються у супроводі клавесину (в XIX—XX століттях клавесин замінювали фортепіано).
У Весіллі Фігаро Моцартові вперше в історії музичного театру вдалося яскраво і багатогранно розкрити в дії живі індивідуальні характери. Стосунки, зіткнення цих характерів визначили багато рис музичної драматургії «Весілля Фігаро», надали гнучкості й різноманітності її оперним формам. Нове розуміння оперної драматургії знайшло вияв у розширенні ролі ансамблів: в опері Моцарта їх кількість (14) дорівнює числу арій. Якщо раніше дія розкривалася в речитативах, а арії та ансамблі призупиняли розвиток сюжету, то у Моцарта ансамблі також рухають дію.
Незважаючи на численні сцени конфліктів, опера витримана у мажорних тональностях, за винятком лише одного номера — арії Барбаріни L'ho perduta, де героїня хвилюється з приводу загубленої шпильки.

## Список номерів
| №        | №                | початкові слова                                 | у перекладі                              | персонажі                                                                          | записи                                                  |
| -------- | ---------------- | ----------------------------------------------- | ---------------------------------------- | ---------------------------------------------------------------------------------- | ------------------------------------------------------- |
| Увертюра |                  |                                                 |                                          |                                                                                    |                                                         |
| Дія I    |                  |                                                 |                                          |                                                                                    |                                                         |
| № 1      | Дует             | Cinque… dieci… venti…                           | . «вісім, десять, двадцять, тридцять…»   | Сюзанна, Фігаро                                                                    |                                                         |
| № 2      | Дует             | Se a caso madama la notte ti chiama             | «Вночі враз потреба у пані до тебе»      | Сюзанна, Фігаро                                                                    | Дует Сюзанни і Фігаро (українською)ⓘ                    |
| № 3      | Арія             | Se vuol ballare, signor Contino                 | «Хочеться танцювати паночку»             | Фігаро                                                                             | Арія Фігаро (українською)ⓘ                              |
| № 4      | Арія             | La vendetta, oh la vendetta!                    |                                          | Бартоло                                                                            |                                                         |
| № 5      | Дует             | Via resti servita, madama brillante             | «Прошу йдіть ви перша, мадам чорнокудра» | Сюзанна, Марцеліна                                                                 | Дует Марцеліни і Сюзанни (українською)ⓘ                 |
| № 6      | Арія             | Non so più cosa son, cosa faccio                | «Я не знаю де я, що я дію»               | Керубіно                                                                           |                                                         |
| № 7      | Тріо             | Cosa sento! tosto andate                        | «Ось наказ мій: „                        | Сюзанна, Базіліо, Граф                                                             |                                                         |
| № 8      | Хор              | Giovani liete, fiori spargete                   | “Хлопці дівчата нумо співати»            |                                                                                    |                                                         |
| № 9      | Арія             | Non più andrai, farfallone amoroso              | «Годі вже вітрогоном завзятим»           | Фігаро                                                                             | Арія Фігаро (українською)ⓘ                              |
| Дія II   |                  |                                                 |                                          |                                                                                    |                                                         |
| № 10     | Каватина         | Porgi amor qualche ristoro                      | «Зглянься ти, боже любові»               | Графиня                                                                            | Арія графині (українською)ⓘ Арія графині (італійською)ⓘ |
| № 11     | Аріета           | Voi che sapete che cosa è amor                  | «Хто може знає що є любов»               | Керубіно                                                                           | Арія Керубіно (українською)ⓘ                            |
| № 12     | Арія             | Venite inginocchiatevi                          | «Навколішки схилитесь ви»                | Сюзанна                                                                            |                                                         |
| № 13     | Тріо             | Сюзанна or via sortite                          |                                          | Графиня, Сюзанна, Граф                                                             |                                                         |
| № 14     | Дует             | Aprite presto aprite                            |                                          | Сюзанна, Керубіно                                                                  |                                                         |
| № 15     | Фінал            | Esci omai garzon malnato                        | «Гей виходь, хлоп’я шкідливе»            | Сюзанна, Графиня, Марцелліна, Базіліо, Граф, Антоніо, Бартоло, Фігаро              |                                                         |
| Дія III  |                  |                                                 |                                          |                                                                                    |                                                         |
| № 16     | Дует             | Crudel! perché finora                           |                                          | Сюзанна, Граф                                                                      |                                                         |
| № 17     | Речитатив і Арія | Hai già vinta la causa — Vedrò mentr'io sospiro |                                          | Граф                                                                               |                                                         |
| № 18     | Секстет          | Riconosci in questo amplesso                    |                                          | Сюзанна, Марцелліна, Don Curzio, Граф, Бартоло, Фігаро                             |                                                         |
| № 19     | Речитатив і Арія | Dove sono i bei momenti                         | «Де тепер ви, втіха й повага, „          | Графиня                                                                            |                                                         |
| № 20     | Дует             | Canzonetta sull'aria                            |                                          | Сюзанна, Графиня                                                                   |                                                         |
| № 21     | Хор              | Ricevete, o padroncina                          |                                          |                                                                                    |                                                         |
| № 22     | Марш             | Ecco la marcia, andiamo                         |                                          | Сюзанна, Графиня, Граф, Фігаро;                                                    |                                                         |
| № 23     | Фінал            |                                                 |                                          | Сюзанна, Графиня, Граф, Фігаро; Хор                                                |                                                         |
| Дія IV   |                  |                                                 |                                          |                                                                                    |                                                         |
| № 24     | Каватина         | L'ho perduta… me meschina                       | “Загубила, от пропажа»                   | Барбаріна                                                                          | арія Барбаріни (українською)ⓘ                           |
| № 25     | Арія             | Il capro e la capretta                          |                                          | Марцелліна                                                                         |                                                         |
| № 26     | Арія             | In quegl'anni in cui val poco                   |                                          | Базіліо                                                                            |                                                         |
| № 27     | Речитатив і арія | Tutto è disposto — Aprite un po' quegl'occhi    |                                          | Фігаро                                                                             |                                                         |
| № 28     | Речитатив і арія | Giunse alfin il momento — Deh vieni, non tardar | Дочекавшись моменту…                     | Сюзанна                                                                            | Арія Сюзанни (українською)ⓘ                             |
| № 29     | Фінал            | Pian pianin le andrò più presso                 |                                          | Сюзанна, Графиня, Барбаріна, Cherubino, Марцелліна, Базіліо, Граф, Антоніо, Фігаро |                                                         |

## Український переклад

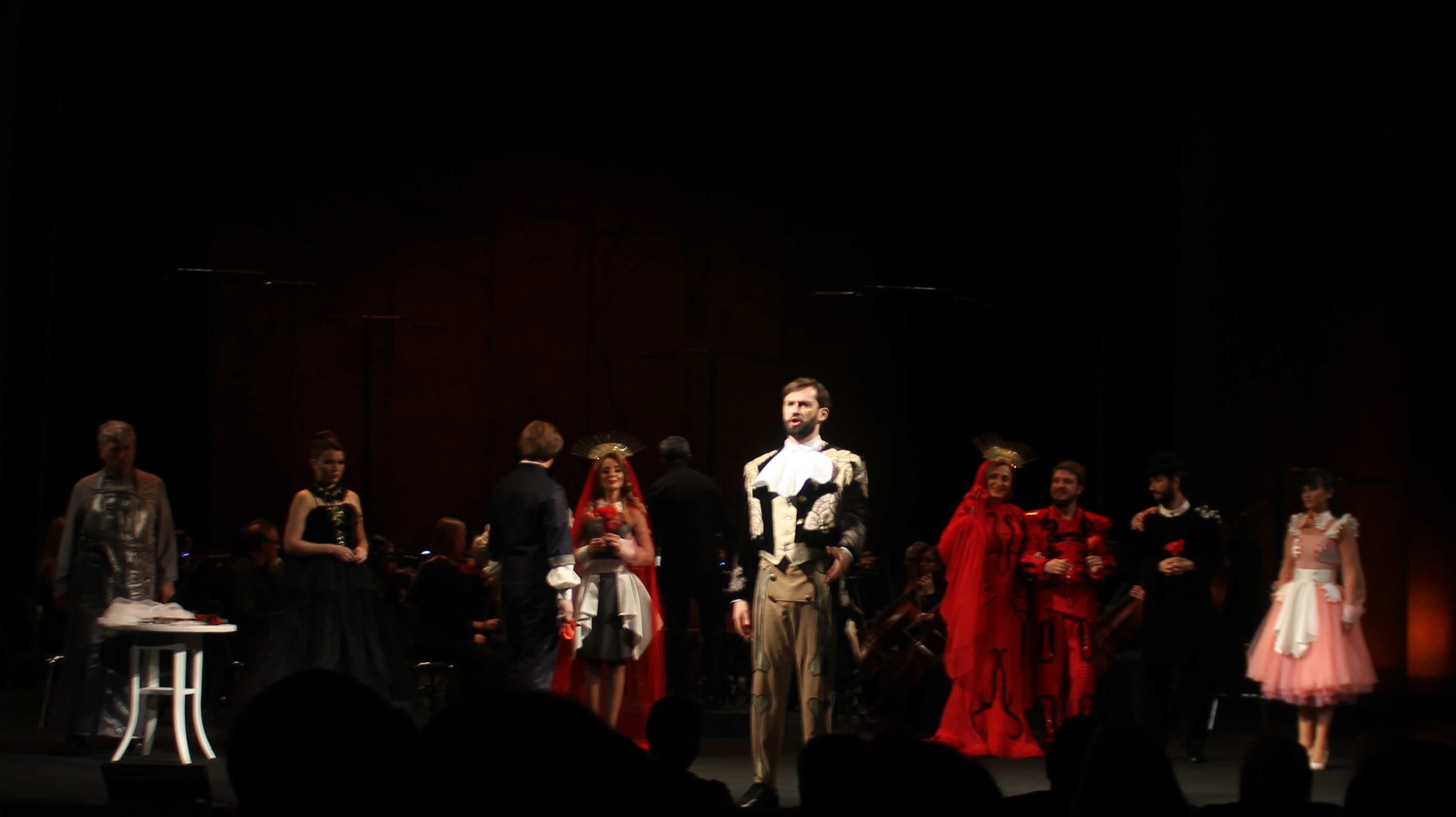
Постановка опери «Весілля Фігаро» в Київській опері

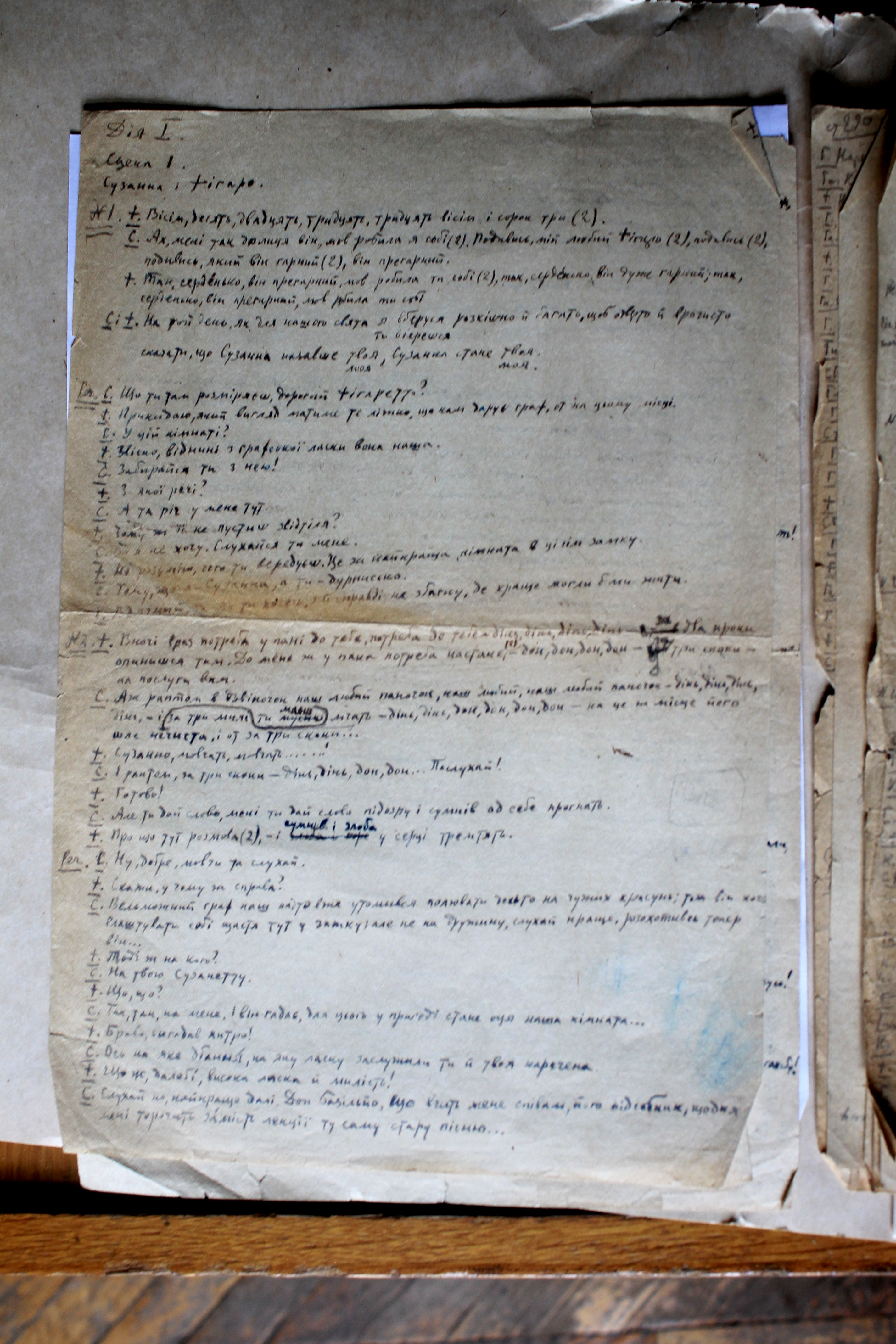
Фрагмент рукопису Є. Дроб'язка: Переклад лібрето опери В. А. Моцарта «Весілля фігаро»

1948 року український переклад лібрето опери здійснив Євген Дроб'язко. Рукопис перекладу зберігається у Центральному державному архіві-музеї літератури і мистецтва України. В цьому перекладі оперу, за спогадами сучасників, ставили в оперній студії НМАУ в перекладі Є. Дроб'язка, пізніше цей переклад був забутий і лише частково відновлений у 2010-х в рамках проекту «Світова класика українською» У 2019 році український переклад здійснив Максим Стріха, прем'єра вистави відбулася в Київській муніципальній опері 20 червня 2019 р., а 4 березня 2023 року – в оперній студії при НМАУ.

### примітки
1. 1 2 3 4 5  Archivio Storico Ricordi — 1808.
2. ↑  див. передмову до видання 1888 року [Архівовано 7 червня 2019 у Wayback Machine.]
3. 1 2 3 4 5  переклад Є. Дроб'язка.
4. ↑  (переклад Є.Дроб'язка)
5. ↑  Дроб'язко Євген Антонович [Архівовано 3 червня 2016 у Wayback Machine.] // Енциклопедія сучасної України
6. ↑  Фонд 669, опис 1 [Архівовано 27 грудня 2019 у Wayback Machine.], справа 41
7. ↑  Проект “Світова класика українською” триває. uain.press. Український інтерес. Архів оригіналу за 15 квітня 2021. Процитовано 18 грудня 2019.
8. ↑  Весілля Фігаро ⋆ Київська Опера. Головна (укр.). Архів оригіналу за 15 серпня 2020. Процитовано 2 вересня 2020.
9. ↑  Київська опера представить україномовну версію опери В.Моцарта «Весілля Фігаро». Інтерфакс-Україна (укр.). Процитовано 2 вересня 2020.
10. ↑  Безвухий, Півтон (субота, 4 березня 2023 р.). Музична скриня: Весілля Фігаро українською в Київській консерваторії. Музична скриня. Процитовано 8 березня 2023.